# Unloco
Unloco (às vezes escrito Ünloco) é uma banda de nu metal/metal alternativo estadunidense formada na cidade de Austin, Texas no ano de 2000. A banda acabou em 2003 mas no ano de 2014 anunciou o seu retorno.

## Membros
- Joey Duenas – vocal (2000-2003, 2014–presente)
- Kash Sarkaria (2014–presente)
- Mando Ayala (2014–presente)
- Pete Navarrete – bateria (2000-2003, 2014–presente)

### Ex integrantes
- Victor Escareno – baixo
- Marc Serrano – guitarra
- Brian Arthur – guitarra
- Ben Benavides - guitarra
- Tim Wilson - guitarra

## Discografia

### Álbuns
| Data de lançamento  | Título     | Selo     |
| 25 de abril de 2000 | Useless    | Captiva  |
| 20 de março de 2001 | Healing    | Maverick |
| 11 de março de 2003 | Becoming i | Maverick |